# Gouverneur des îles Turques-et-Caïques
Le gouverneur des Îles Turques-et-Caïques (en anglais : Governor of the Turks and Caicos Islands) est le représentant de la Monarchie britannique dans le Territoire britannique d'outre-mer des Îles Turques-et-Caïques. Le gouverneur est nommé par le monarque sur conseil du Gouvernement du Royaume-Uni. Le rôle principal du gouverneur est de nommer le premier Ministre et cinq membres du parlement.
La gouverneure actuelle est Dileeni Daniel-Selvaratnam depuis le 29 juin 2023.

## Histoire
Les îles ont été une dépendance de la Jamaïque jusqu'à son indépendance en 1962. Ensuite, le gouverneur des Bahamas a supervisé les affaires de 1965 à 1973. Avec l'indépendance des Bahamas, les îles ont reçu un gouverneur séparé en 1973.

## Liste des gouverneurs
- Alexander Graham Mitchell, 1973-1975
- Arthur Christopher Watson, 1975-1978
- John Clifford Strong, 1978-1982
- Christopher J. Turner, 1982-1987
- Michael J. Bradley, 1987-1993
- Martin Bourke, 1993-1996
- John Kelly, 1996-2000
- Mervyn Jones, 2000-2002
- Cynthia Astwood, 2002 (intérim)
- Jim Poston, 2002-2005
- Mahala Wynns, 2005 (intérim)
- Richard Tauwhare, 2005-2008
- Mahala Wynns, 2008-5 août 2008 (intérim)
- Gordon Wetherell, 5 août 2008- 22 août 2011
- Martin Stanley, 22 août 2011 - 12 septembre 2011 (intérim)
- Ric Todd, 12 septembre 2011 - 15 septembre 2013
- Anya Williams, 15 septembre 2013 - 9 octobre 2013 (intérim)
- Peter Beckingham, 9 octobre 2013 - 10 octobre 2016
- Anya Williams, 10 octobre 2016 - 17 octobre 2016 (intérim)
- John Freeman, 17 octobre 2016 - 15 juillet 2019
- Nigel Dakin - 15 juillet 2019 - 29 mars 2023
- Dileeni Daniel-Selvaratnam - 29 juin 2023 - en cours